# Sagittarius A*
Sagittarius A*, ook wel bekend als Sgr A*, is een superzwaar zwart gat en een radiobron in het centrum van de Melkweg. Het object bevindt zich in de samengestelde radiobron Sagittarius A op 26.673 lichtjaar van de Zon. Het bevat 4,15 miljoen zonsmassa's in een gebied met een radius van minder dan 6,25 lichtuur. Het is daarmee het zwaarste zwarte gat in de Melkweg (andere zwarte gaten in de Melkweg zijn stellair). 

## Ontdekking

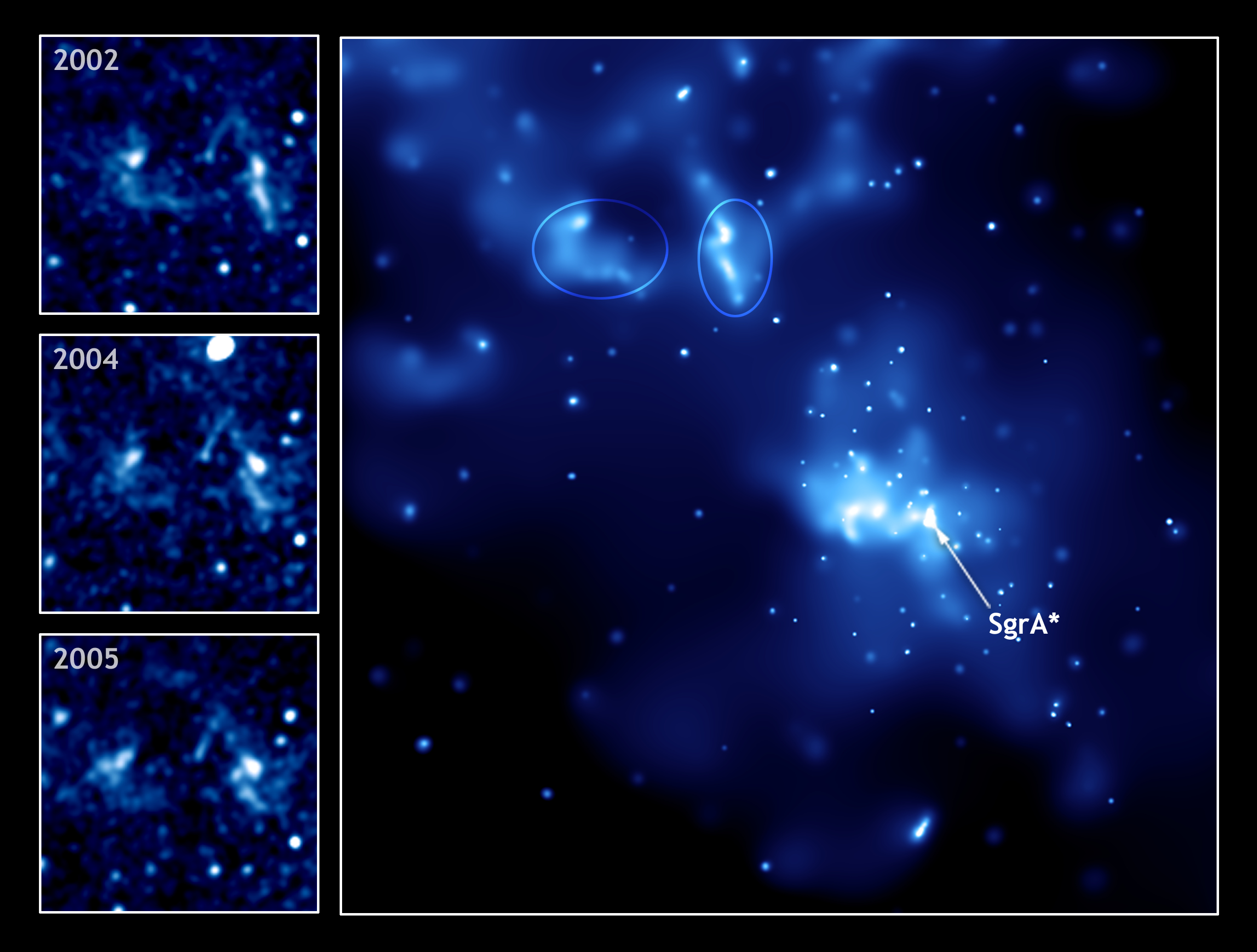
Sagittarius A* en omgeving (een gebied van 12,5 boogminuten) gezien in röntgenstraling door Chandra X-ray Observatory. Er zijn twee lichtechos zichtbaar.

De compacte radiobron is in 1974 ontdekt door Bruce Balick en Robert L. Brown bij metingen met hoge resolutie van Sgr A West. De bron werd in 1982 door Brown Sgr A* genoemd om haar te onderscheiden van andere componenten van Sgr A. Uit het spectrum van Sgr A* is geconcludeerd dat het gaat om synchrotronstraling.
Doordat de interstellaire extinctie kleiner is in het nabij-infrarood dan in het optische gebied kan de verdeling van sterren en hun beweging (uit herhaalde opnamen) in de richting van Sgr A* met behulp van nabij-infraroodmetingen bepaald worden, en daaruit de massa van Sgr A*. Voor (onafhankelijk) onderzoek van Sagittarius A* met deze methode kregen Reinhard Genzel en Andrea Ghez in 2020 de Nobelprijs voor Natuurkunde.

## Sterren in ellipsbanen om Sagittarius A*

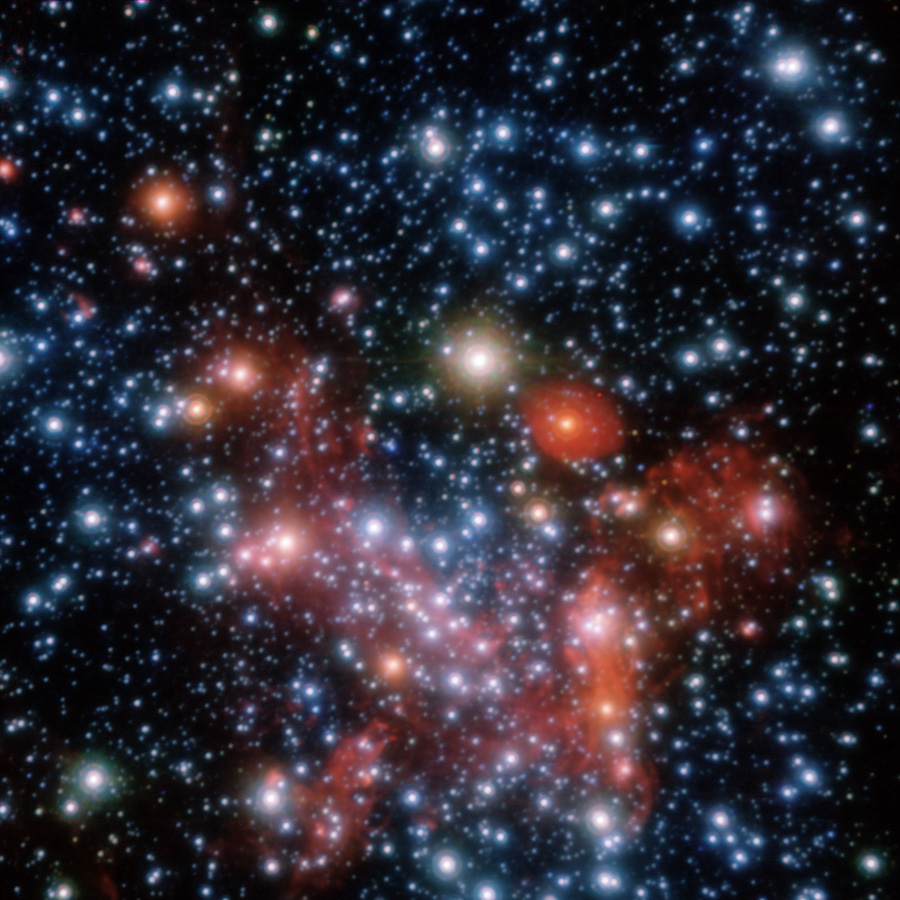
Nabij-infraroodopname van sterren in de buurt van Sagittarius A* door de Very Large Telescope

De beweging van enkele sterren rond Sgr A* in 2021

In de onderstaande figuur zijn de banen van sterren om het zwarte gat weergegeven. De relatieve hemelcoördinaten (horizontaal rechte klimming en verticaal declinatie) zijn opgegeven ten opzichte van het zwarte gat als referentie. Ter vergelijking zijn rechtsonder op schaal de banen in het zonnestelsel van Neptunus, Pluto, Eris en Sedna ingetekend.
| Ster   | Alias  | a (″), halve lange as ellipsbaan in boogseconden | a (AE), idem in Astronomische Eenheden | e, excentriciteit | P, omlooptijd (periode) in jaren | T0 (jaar), tijdstip van dichtste benadering |
| ------ | ------ | ------------------------------------------------ | -------------------------------------- | ----------------- | -------------------------------- | ------------------------------------------- |
| S1     | S0-1   | 0,412 ± 0,024                                    | 3300 ± 190                             | 0,358 ± 0,036     | 94,1 ± 9,0                       | 2002,6 ± 0,6                                |
| S2     | S0-2   | 0,1226 ± 0,0025                                  | 980 ± 20                               | 0,8760 ± 0,0072   | 15,24 ± 0,36                     | 2002,315 ± 0,012                            |
|        |        |                                                  | 919 ± 23                               | 0,8670 ± 0,0046   | 14,53 ± 0,65                     | 2002,308 ± 0,013                            |
| S8     | S0-4   | 0,329 ± 0,018                                    | 2630 ± 140                             | 0,927 ± 0,019     | 67,2 ± 5,5                       | 1987,71 ± 0,81                              |
| S12    | S0-19  | 0,286 ± 0,012                                    | 2290 ± 100                             | 0,9020 ± 0,0047   | 54,4 ± 3,5                       | 1995,628 ± 0,016                            |
|        |        |                                                  | 1720 ± 110                             | 0,833 ± 0,018     | 37,3 ± 3,8                       | 1995,758 ± 0,050                            |
| S13    | S0-20  | 0,219 ± 0,058                                    | 1750 ± 460                             | 0,395 ± 0,032     | 36 ± 15                          | 2006,1 ± 1,4                                |
| S14    | S0-16  | 0,225 ± 0,022                                    | 1800 ± 180                             | 0,9389 ± 0,0078   | 38 ± 5,7                         | 2000,156 ± 0,052                            |
|        |        |                                                  | 1680 ± 510                             | 0,974 ± 0,016     | 36 ± 17                          | 2000,201 ± 0,025                            |
| S0-102 | S0-102 |                                                  |                                        | 0,68 ± 0,02       | 11,5 ± 0,3                       | 2009,5 ± 0,3                                |